# Chinesische Frauen-Handballnationalmannschaft

Flagge der Volksrepublik China

Die chinesische Frauen-Handballnationalmannschaft vertritt die Volksrepublik China bei internationalen Turnieren im Handball.
Die Nationalmannschaft ist in der Asian Handball Federation organisiert.
Im Dezember 2009 war China Gastgeber der Handball-Weltmeisterschaft der Frauen 2009.
Die chinesische Frauen-Handballnationalmannschaft wird von Zheng Yongli trainiert.

## Teilnahme an internationalen Turnieren

### Weltmeisterschaften
Das Team der Volksrepublik China nahm an folgenden Weltmeisterschaften (WM) teil:
- Weltmeisterschaft 1986: 09. Platz
- 1987: 09. Platz (B-WM)
- Weltmeisterschaft 1990: 08. Platz
- Weltmeisterschaft 1993: 14. Platz
- Weltmeisterschaft 1995: 13. Platz
- Weltmeisterschaft 1997: 22. Platz
- Weltmeisterschaft 1999: 18. Platz
- Weltmeisterschaft 2001: 11. Platz
- Weltmeisterschaft 2003: 19. Platz
- Weltmeisterschaft 2005: 17. Platz
- Weltmeisterschaft 2007: 21. Platz
- Weltmeisterschaft 2009: 12. Platz
- Weltmeisterschaft 2011: 21. Platz
- Weltmeisterschaft 2013: 18. Platz
- Weltmeisterschaft 2015: 17. Platz
- Weltmeisterschaft 2017: 22. Platz
- Weltmeisterschaft 2019: 23. Platz
- Weltmeisterschaft 2021: 32. Platz (von 32 Teams)
Team: Chang Lu (eingesetzt in 4 Spielen / 0 Tore geworfen), Haixia Zhang (4/13), Jiayi Wang 4/5), Xiuxiu Tian (4/8), Yuanyuan Yu (4/9), Xia Huang (4/0), Mengxue Zhou (4/11), Chan Liu (4/2), Mengmeng Mo (4/0), Keke Wang (2/0), Wenna Qu (4/0), Gong Lei (3/7), Jiao Sun (4/5), Jin Mengqing (4/26), Shuhui Wang (4/7), Chenxi Song (4/0)[1]; Trainer: Gap Soo Kim.
- Weltmeisterschaft 2023: 28. Platz (von 32 Teams)
Team: Gong Lei (7/10), Yunuo Hu (7/0), Yishan Jiang (2/1), Jin Mengqing (7/32), Xiaoqing Li (7/28), Chan Liu (7/20), Xuedan Liu (5/6), Yuting Liu (7/20), Chang Lu (7/0), Jie Ma (6/4), Jiayi Wang (3/1), Nana Wei (6/3), Guisi Zhang (6/3), Xinyao Zhao (5/6), Mengxue Zhou (6/9), Hongyan Zhuang (7/12)[2]
Trainer: Zheng Yongli
- Weltmeisterschaft 2025: qualifiziert (Wildcard)

### Asienmeisterschaften
Die Mannschaft der Volksrepublik China nahm bis einschließlich 2019 an allen Handball-Asienmeisterschaften teil und belegte dabei 1987, 1989, 1993, 1995, 1997, 1999 (ausgetragen im Januar 2000), 2004, 2006, 2008 jeweils den zweiten Platz, 1991, 2002 und 2015 den dritten Platz sowie 2000 (August) den vierten Platz. 2021 nahm sie nicht teil, erhielt aber dennoch das Startrecht zur Weltmeisterschaft 2021. 2022 belegte China den dritten Platz.

### Olympische Spiele
- 2008: 6. Platz (siehe Olympische Sommerspiele 2008/Handball)

## Kader: Weltmeisterschaft 2019
Chang Lu (Shandong), Yan Qun Lin (Shandong), Hai Xia Zhang (Jiangsu), Yu Ting Zhou (Shandong), Xiu Xiu Tian (Shandong), Qing Wen Lyu (Shandong), Meng Xue Zhou (Anhui), Shuo Chen (Guangdong), Meng Meng Mo (Jiangsu), Qing Cong Mu (Shandong), Yu Rou Yang (Anhui), Ru Qiao (Jiangsu), Lei Zhou (Shanghai), Yuan Yuan Yu (Jiangsu), Jin Mengqing (Jiangsu)

## Bekannte ehemalige Spielerinnen
- Zhai Chao